# Mark Batson
Mark Christopher Batson (* 9. September 1968 in Bushwick, New York City, New York) ist ein US-amerikanischer Musiker, Songwriter, Komponist und Produzent. Er wurde durch seine Zusammenarbeit mit Künstlern, wie Eminem, Dr. Dre, Alicia Keys, Jay-Z, Beyoncé, Maroon 5, 50 Cent, The Game, James Blunt, Seal, Nas und Sting, bekannt.

## Leben und Karriere
Mark Batson lernte bereits als Kind in Bushwick Klavier spielen. Er spielte im Alter von zwölf Jahren klassische Klavierstücke in der Carnegie Hall und in der Brooklyn Academy of Music. Später studierte er Jazz-Piano an der Howard University in Washington, D.C. Schließlich wurde er Pianist bei der Smithsonian Institution. In seiner Musik mischte er Hip-Hop-Samples mit Live-Instrumenten, was charakteristisch für seine späteren Produktionsarbeiten ist.
Seit dem Jahr 2000 ist Mark Batson als Musikproduzent in der Mainstream-Musik tätig, wobei er vor allem im Hip-Hop- und R&B-Bereich in Erscheinung tritt. So war er unter anderem an den Alben Encore, Relapse, Recovery, Revival und Music to Be Murdered By des Rappers Eminem beteiligt. Insgesamt verkauften sich Alben mit der Beteiligung Batsons weltweit über 150 Millionen Mal.
Er komponierte auch Musik für die Filme Beauty Shop, Miami Vice, American Hustle und Triple 9 und war von 2003 bis 2018 im Team des Produzenten Dr. Dre tätig.

## Produktionen (Auswahl)
Auswahl an Alben mit Beteiligung von Mark Batson an Produktion und/oder Songwriting:
- 50 Cent – Before I Self Destruct
- 50 Cent – Animal Ambition
- Alicia Keys – As I Am
- Alicia Keys – Here
- Anthony Hamilton – What I’m Feelin’
- Anthony Hamilton – Comin’ from Where I’m From
- Beyoncé – Dangerously in Love
- Busta Rhymes – The Big Bang
- Dave Matthews Band – Stand Up
- Dave Matthews Band – Come Tomorrow
- Eminem – Encore
- Eminem – Relapse
- Eminem – Recovery
- Eminem – Revival
- Eminem – Music to Be Murdered By
- The Game – The Documentary
- India Arie – Acoustic Soul
- LeAnn Rimes – Remnants
- Lianne La Havas – Blood
- Nas – Hip Hop Is Dead
- Nas – Untitled
- Seal – Seal IV
- Skylar Grey – Natural Causes
- Yelawolf – Love Story